# امامی هروی
ملک‌الشعراء رضی‌الدین ابوعبدالله محمد بن ابی‌بکر بن عثمان هروی (وفات ۶۸۶ ه‍. ق) متخلص به امامی از شاعران ایرانی اوایل روزگار ایلخانی است. زادگاه او هرات بوده و مدح پادشاهان کرت را کرده. او از شاعرانی است که در سدهٔ هفتم روش شاعران شرقی را در شعر خود حفظ کرد. وی با شیخ مصلح الدین سعدی شیرازی، خواجه مجدالدین همگر، شمس الدین محمد صاحب دیوان و معین الدین پروانه معاصر بوده و چنان‌که از دیوانش استنباط می‌شود علاوه بر شعر، در علوم بلاغی، ادبیات عرب و نیز علوم عقلی از سرآمدن روزگار خود بوده‌است. دیوان امامی نزدیک به دو هزار بیت (یا اندکی بیشتر) است که در قالب قصیده، غزل، ترجیعات، مقطعات و رباعیات است. از این شاعر، رساله ای به زبان عربی در شرح یکی از قصاید شاعر معروف عرب، ابوالحارث غیلان بن عقبه، مشهور به ذوالرمه (متوفی ۱۱۷ هجری) در دست است که این رساله را به نام یکی از اتابکان نوشته و در آن لطایف و نکات ادبی، نحوی و لغوی قصیده یاد شده را شرح کرده‌است.